# A Hillbilly Tribute to Mountain Love
A Hillbilly Tribute to Mountain Love è il secondo album degli Hayseed Dixie. A differenza del precedente si tratta di una raccolta di brani famosi provenienti da diversi generi musicali, contiene anche due brani originali: The Perfect Woman e I'm Keeping Your Poop.

## Tracce
1. My Best Friend's Girl - 2:54 - (Ric Ocasek)
2. Centerfold - 2:57 - (Seth Justman)
3. Walk This Way - 4:16 - (Joe Perry, Steven Tyler)
4. Feel Like Making Love - 3:45 - (Mick Ralphs, Paul Rodgers)
5. The Perfect Woman - 2:53 - (Jetton, Wheeler)
6. I Love Rock & Roll - 2:09 - (Jerry Mamberg, Alan Sachs)
7. Fat Bottomed Girls - 3:07 - (Brian May)
8. Big Bottom - 3:21 - (Christopher Guest, Michael McKean, Rob Reiner, Harry Shearer)
9. Cat Scratch Fever - 2:43 - (Ted Nugent)
10. I'm Keeping Your Poop - 2:21 - (Wheeler)